# آنتیکلیا

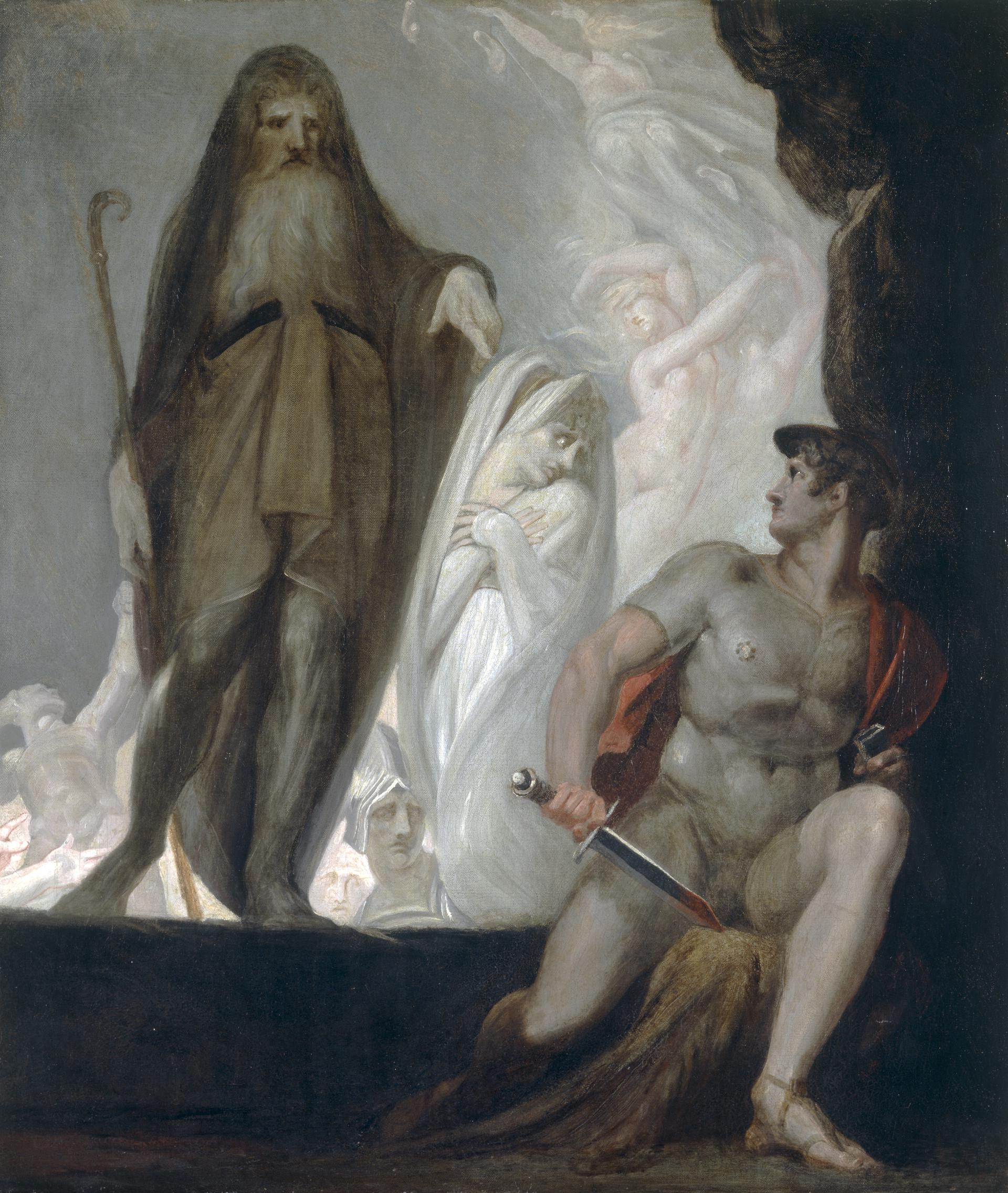
تصویرسازی از آنتیکلیا در دنیای زیرین

آنتیکلیا (انگلیسی: Anticlea) در اسطوره‌شناسی یونانی ملکه ایتاکا به عنوان همسر پادشاه  لائرتز بود.